# Thaumas (Gottheit)
Thaumas (altgriechisch Θαύμας Thaúmas) ist ein Meeresgott der griechischen Mythologie. Er ist der Sohn des Pontos und der Gaia und durch die Okeanostochter Elektra Vater der Harpyien und der Iris und ihrer Zwillingsschwester Arke. Nach der spätantiken Tradition ist Thaumas auch der Vater des indischen Flussgottes Hydaspes.
Der Name Thaumas wurde bereits in der Antike mit dem Wort θαῦμα thaúma, deutsch ‚Wunder‘ in Verbindung gebracht. Gruppe sieht in Thaumas den mythischen Namensgeber der thessalischen Stadt Thaumakos: „Thaumas, Pontos' Sohn, ist der Eponym von Thaumakoi in Achaia.“